# Театры Кыргызстана

## История театрального движения в Кыргызстане
В 1914 году под руководством Рахмонберди Мадазимова вместе с учителями русско-туземной школы города Ош (Кыргызстан) был основан театральный кружок, которым стал руководить первый художественный руководитель театра Рахмонберди Мадазимов.
В 1918 году под руководством Рахмонберди Мадазимова вместе с другими просвещёнными деятелями и учителями Ошского уезда Иброхимом Мусабоевым, Бекназаром Назаровым, Журахоном Зайнобиддиновым, Назирхоном Камоловым, Абдурашидом Эшонхоновым, А.Саидовым впервые в Кыргызстане был основан самодеятельный театральный кружок на базе концертной бригады при Реввоенсовете Туркестанского фронта из местных мусульманских актёров. Первый директор, художественный руководитель и главный режиссёр театральной труппы Мадазимов Рахмонберди был первым основателем и организатором театрального движения в Кыргызстане, он внёс большой вклад в развитие культуры и искусства Кыргызстана.
В 1919 году кружок сформировался в драматическую труппу. Эта труппа послужила не только развитию театрального искусства, но и развитию профессионального музыкального искусства на юге Кыргызстана. В репертуаре труппы, кроме театральных постановок были многочисленные концертные программы, также осуществлялась обработка народных мелодий для музыкального сопровождения спектаклей, что способствовало становлению музыкантов-профессионалов. В дальнейшем эта труппа стала основой для создания Ошского Государственного академического узбекского музыкально-драматического театра имени Бабура.
Театр имени Бабура в городе Ош является старейшим театром в Кыргызстане и вторым старейшим театром в Центральной Азии, после Узбекского национального академического драматического театра имени Хамзы в городе Ташкенте (основанного в 1913-27 февраля 1914 годах). В 2018 году Ошский Государственный академический узбекский музыкально-драматический театр имени Бабура праздновал свой 100-летний юбилей.
По постановлению Центрального Комитета Киргизского областного комитета партии большевиков Киргизской автономной области 1 ноября 1926 года, в целях агитации и пропаганды советской власти среди горного народа, была создана музыкально-драматическая студия в городе Пишпек.

Первым руководителем студии был актёр русского театра г. Ташкента Н. Еленин. В дальнейшем студия послужила основой для создания Кыргызского национального академического драматического театра имени Т. Абдумомунова.

## Бишкек
- Бишкекский городской драматический театр им. А. Омуралиева
- Государственный академический русский театр драмы им. Ч. Айтматова
- Кыргызский государственный театр кукол им М. Джангазиева
- Кыргызский государственный театр молодёжи и юного зрителя им. Б. Кыдыкеевой
- Кыргызский Национальный академический театр оперы и балета им. А. Малдыбаева
- Кыргызский Национальный академический драматический театр им. Т. Абдумомунова
- Кыргызская Национальная филармония им. Т. Сатылганова
- Молодёжный театр «Тунгуч»
- Телетеатр «Учур»
- Детский театр «Рабаят»
- Театр "Адеми"
- Независимый театр "МЕСТО Д..."

## Алайский район
- Алайский музыкально-драматический театр

## Баткен
- Баткенский музыкально-драматический театр

## Джалал-Абад
- Джалалабадский областной драматический театр им. Барпы
- Джалалабадская областная филармония им. Т. Тыныбекова

## Джумгальский район
- Джумгальский молодёжный театр

## Каракол
- Иссыккульский областной музыкально-драматический театр им. К. Джантошева

## Кочкор
- Кочкорский музыкально-драматический театр

## Нарын
- Нарынский областной музыкально-драматический театр им. М. Рыскулова

## Ош
- Ошский областной Кыргызский драматический театр им. С. Ибраимова
- Ошский Государственный академический узбекский музыкально-драматический театр имени Бабура основан в 1914 году
- Ошский областной театр кукол
- Ошская областная филармония им. Р. Абдыкадырова

## Токмок
- Чуйский областной театр комедии им. Ш. Термечикова

## Талас
- Таласский областной театр драмы